# Distretto di Lam Sonthi
Il distretto di Lam Sonthi (in thailandese: ลำสนธิ) è un distretto (amphoe) della Thailandia, situato nella provincia di Lopburi.